# Ґав-Кух
Ґав-Кух (перс. گاوكوه) — село в Ірані, у дегестані Аліян, у бахші Сардар-е-Джанґаль, шагрестані Фуман остану Ґілян. За даними перепису 2006 року, його населення становило 81 особу, що проживали у складі 25 сімей.

## Клімат
Середня річна температура становить 13,91°C, середня максимальна – 28,05°C, а середня мінімальна – 0,00°C. Середня річна кількість опадів – 641 мм.
| Клімат поселення                              | Клімат поселення | Клімат поселення | Клімат поселення | Клімат поселення | Клімат поселення | Клімат поселення | Клімат поселення | Клімат поселення | Клімат поселення | Клімат поселення | Клімат поселення | Клімат поселення | Клімат поселення |
| Показник                                      | Січ.             | Лют.             | Бер.             | Квіт.            | Трав.            | Черв.            | Лип.             | Серп.            | Вер.             | Жовт.            | Лист.            | Груд.            |                  |
| Середній максимум, °C                         | 11,73            | 11,39            | 12,36            | 16,78            | 20,44            | 26,38            | 28,05            | 27,91            | 23,10            | 20,30            | 16,29            | 12,24            |                  |
| Середня температура, °C                       | 6,04             | 5,68             | 6,65             | 11,08            | 14,74            | 20,70            | 23,73            | 23,60            | 18,77            | 15,98            | 11,96            | 7,92             |                  |
| Середній мінімум, °C                          | 0,34             | 0,00             | 0,96             | 5,38             | 9,05             | 14,99            | 19,42            | 19,28            | 14,46            | 11,66            | 7,65             | 3,62             |                  |
| Норма опадів, мм                              | 60               | 51               | 65               | 62               | 39               | 22               | 12               | 25               | 56               | 82               | 68               | 99               |                  |
| Середньомісячна швидкість вітру, м/с          | 2.17             | 2.30             | 2.40             | 2.38             | 2.20             | 2.19             | 2.52             | 2.24             | 1.93             | 2.02             | 1.95             | 1.90             |                  |
| Середньомісячна сонячна радіація, кДж/м²·день | 7000             | 9270             | 11394            | 15888            | 19764            | 22307            | 23172            | 19761            | 16097            | 11204            | 8673             | 6736             |                  |
| --------------------------------------------- | ---------------- | ---------------- | ---------------- | ---------------- | ---------------- | ---------------- | ---------------- | ---------------- | ---------------- | ---------------- | ---------------- | ---------------- | ---------------- |
| Джерело:                                      |                  |                  |                  |                  |                  |                  |                  |                  |                  |                  |                  |                  |                  |